# Mauro Mariani
Mauro Mariani (Bituruna, 8 de janeiro de 1964) é um político brasileiro filiado ao Movimento Democrático Brasileiro (MDB).

## Biografia
Mauro Mariani, filho de Antônio Henrique Mariani e Leda Roveda Mariani, nasceu no estado do Paraná e se mudou para Rio Negrinho, em Santa Catarina, ainda jovem. Casado com Cynthia Mariani e pai de cinco filhos, o político iniciou no setor mobiliário desde os 19 anos de idade, administrando a empresa Só Berços. Iniciou uma faculdade de Engenharia no Rio Grande do Sul, antes de vir para Santa Catarina,  e se formou em Tecnologia em Gestão Pública, na Universidade do Contestado, em Canoinhas, no ano de 2007.

## Trajetória política
Mariani se filiou ao MDB em 1995, concorrendo pelo partido às eleições municipais de 1996, para o cargo de prefeito da cidade de Rio Negrinho. Mauro ganhou a disputa sobre o candidato Guido Ruckl, do PFL, alcançando cerca de 10.148 votos do eleitorado. Reelegeu-se em 2000, assumindo o cargo até 2002, quando renunciou ao mandato para concorrer a deputado estadual.
O ex-prefeito chegou à Assembleia Legislativa de Santa Catarina na 15ª legislatura (2003 — 2007). Na Legislatura 2007-2011, como deputado federal, licenciou-se para assumir o cargo de Secretário de Estado da Infraestrutura, nos períodos de 12 de março de 2007 a 5 de junho de 2008, de 5 de fevereiro a 19 de novembro de 2009, e de 30 de novembro de 2009 a 26 de março de 2010.
Concorreu e ganhou as eleições para deputado federal em 2006, entrando na 53ª legislatura (2007 — 2011). Mauro Mariani recebeu o título de Cidadão Catarinense, pela Assembleia Legislativa de Santa Catarina, em 2009, e reelegeu-se em 2010 como deputado federal com a maior votação da história de Santa Catarina e do PMDB na época, somando 186.733 votos. Em 2010, Mariani foi rotulado como herdeiro político de Luis Henrique da Silveira, falecido em 2015, fortalecendo sua base eleitoral. Ainda assim, as escolhas e divergências internas do partido fizeram com que Mariani não concorresse para governador nas eleições de 2014, sendo indicado ao cargo pelo MDB apenas em 2018.
Nas eleições de 2014, em 5 de outubro, foi eleito deputado federal por Santa Catarina para a 55ª legislatura (2015 — 2019). Mariani assumiu o cargo em 1 de fevereiro de 2015 e, no mesmo ano, tomou posse da coordenação do Fórum Parlamentar Catarinense, liderando a bancada do estado na cobrança por investimentos federais em Santa Catarina.
Em 2018, Mauro concorreu ao governo do estado de Santa Catarina, ficando em terceiro lugar, com 836.844 votos, na disputa contra Gelson Merísio, do PSD, e Comandante Moisés, do PSL. Este último ganhou o segundo turno das eleições com cerca de 2.644.179 votos, contando mais de 70% da apuração.

## Atividade legislativa
| Pauta                                                                                          | Votação |
| ---------------------------------------------------------------------------------------------- | ------- |
| Impeachment de Dilma Rousseff                                                                  | Sim     |
| Arquivamento de denúncia contra Michel Temer                                                   | Sim     |
| Reforma da previdência em comissão da Câmara Federal                                           | Sim     |
| Reforma do Ensino Médio                                                                        | Sim     |
| Intervenção Federal no RJ                                                                      | Sim     |
| PEC 241 do Teto de Gastos                                                                      | Sim     |
| PEC 171/93 da Redução da maioridade penal                                                      | Sim     |
| PEC 398/2014 Cobrança em universidades públicas                                                | Sim     |
| PL 4567/16 Fim do monopólio da Petrobrás sobre o Pré-sal                                       | Sim     |
| Reforma Trabalhista                                                                            | Sim     |
| Arquivamento da segunda denúncia contra Michel Temer                                           | Não     |
| PLC 257 da Renegociação das dívidas dos estados com a União em troca de medidas de austeridade | Sim     |

## Controvérsias
Em 2005, o Ministério Público de Santa Catarina iniciou uma ação civil pública por ato de improbidade administrativa requerendo a suspensão imediata do contrato firmado entre o município de Rio Negrinho e a Engepasa Infraestrutura Ltda, além de uma liminar de busca e apreensão de todos os documentos contábeis da empresa. A ação denuncia os ex-prefeitos Abel Schroeder, Mauro Mariani, Almir José Kalbusch e o Cléverson Vellásques, além de três advogados envolvidos nos trâmites burocráticos da prefeitura na época do fechamento de contrato com a empresa, Paulo Rogério Turek, Geórgia Alessandra da Luz Bleyer e Débora Cristina Peyerl.

## Desempenho em eleições
| Ano  | Eleição                    | Coligação                                                                                                 | Partido | Candidato a      | Votos   | Resultado  |
| ---- | -------------------------- | --- | ------- | ---------------- | ------- | ---------- |
| 1996 | Municipal de Rio Negrinho  | Viva Rio Negrinho PMDB - PPB                                                                              | PMDB    | Prefeito         | 10.148  | Eleito     |
| 2010 | Estadual em Santa Catarina | As Pessoas em Primeiro Lugar PMDB - PSL - PSC - PPS - DEM - PTC - PRP - PSDB                              | PMDB    | Deputado Federal | 186.733 | Eleito     |
| 2014 | Estadual em Santa Catarina | Santa Catarina em Primeiro Lugar PMDB - PSD - PRB - PR - PSC - PSDC - PROS - PV - PDT - PCdoB - PTB - DEM | PMDB    | Deputado Federal | 195.942 | Eleito     |
| 2018 | Estadual em Santa Catarina | Santa Catarina quer Mais MDB - PSDB - PPS - DC - PR - PTC - PTB - Avante - PRTB                           | MDB     | Governador       | 836.844 | Não eleito |